# 2014 SR349
2014 SR349 ist ein Planetoid, der am 19. September 2014 am Cerro Tololo Observatory, La Serena entdeckt wurde und zur Gruppe der Kuipergürtel-Planetoiden gehört. Der Asteroid läuft auf einer hoch exzentrischen Bahn in ca. 5250 Jahren um die Sonne. Die Bahnexzentrizität seiner Bahn beträgt 0,84, wobei diese 17,98° gegen die Ekliptik geneigt ist.